# Łokomotyw Iwano-Frankiwsk
Łokomotyw Iwano-Frankiwsk (ukr. Футбольний клуб «Локомотив» Івано-Франківськ, Futbolnyj Kłub "Łokomotyw" Iwano-Frankiwśk) – ukraiński klub piłkarski, mający siedzibę w mieście Iwano-Frankiwsk. W 1981 występował w rozgrywkach Pucharu Ukraińskiej SRR wśród amatorów, a w 1982 i 1983 w mistrzostwach Ukraińskiej SRR.

## Historia
Chronologia nazw:
- 1940: Łokomotyw Stanisławów (ukr. «Локомотив» Станіслав)
- 9.11.1962: Łokomotyw Iwano-Frankiwsk (ukr. «Локомотив» Івано-Франківськ)
- 1987: klub rozwiązano

Klub piłkarski Łokomotyw Stanisławów został założony w Stanisławowie w 1940 roku i reprezentował miejscową stację kolejową. Od początku istnienia zespół grał w regionalnych turniejach piłkarskich, w barwach klubu grali przeważnie pracownicy lokalnej kolei. Pierwszy wielki sukces klubu osiągnął w roku 1954, kiedy "kolejarze" zostali wicemistrzami obwodu iwanofrankowskiego, a w przyszłym roku w mistrzostwach obwodu zdobyli brązowe medale. Potem klub nie miał wysokich osiągnięć aż do początku lat 80. XX wieku. 9 listopada 1962 roku, w związku z przemianowaniem Stanisławowa na Iwano-Frankowsk, drużyna piłkarska tego miasta zmieniła również nazwę na Łokomotyw Iwano-Frankiwsk.
W 1981 roku zespół po raz pierwszy w historii zdobył mistrzostwo obwodu iwanofrankowskiego, a także "złoty dublet" po zwycięstwie w Pucharze obwodu iwanofrankowskiego. W tym samym roku "kolejarze" zadebiutowały w Pucharze Ukraińskiej SRR wśród drużyn amatorskich. 8 sierpnia 1981 roku w meczu 1/8 finału zespół przegrał 0:3 z Zorią Chorostków i pożegnał się z turniejem. W następnym roku zadebiutował w mistrzostwach Ukraińskiej SRR wśród drużyn amatorskich. Zespół został zwycięzcą pierwszej grupy i awansował do ostatniej części turnieju. Jednak na tym etapie nie udało się stać na podium, w 5 meczach dwukrotnie zremisował i 3 razy przegrał. W rezultacie klub z 2 punktami zdobytymi w turnieju finałowym zajął ostatnie 6 miejsce. W 1983 roku ponownie występował w mistrzostwach Ukraińskiej SRR w, tym razem w pierwszej podgrupie kolejarze zajęli 3 miejsce i nie zakwalifikowali się do ostatniego etapu.
W 1987 klub z powodów problemów finansowych został rozwiązany.

## Barwy klubowe, strój
| Czerwony | Biały | Zielony |

Klub ma barwy czerwono-biało-zielone. Zawodnicy domowe spotkania zazwyczaj grają w białych koszulkach, białych spodenkach oraz białych getrach.

## Sukcesy

### Trofea międzynarodowe
Nie uczestniczył w rozgrywkach europejskich (stan na 31-05-2019).

### Trofea krajowe
| \| \| Zdobyte trofea w rozgrywkach Ukrainy (stan na: 31-05-2019) \| |                                                            |      |          |
| Rozgrywki                                                           | Osiągnięcie                                                | Razy | Sezon(y) |
| · Mistrzostwo                                                       | I miejsce                                                  | 0    |          |
| · Mistrzostwo                                                       | II miejsce                                                 | 0    |          |
| · Mistrzostwo                                                       | III miejsce                                                | 0    |          |
| Puchar                                                              | zdobywca                                                   | 0    |          |
| Puchar                                                              | finalista                                                  | 0    |          |
| II liga                                                             | I miejsce                                                  | 0    |          |
| II liga                                                             | II miejsce                                                 | 0    |          |
| II liga                                                             | III miejsce                                                | 0    |          |
| Ukraina                                                             | Zdobyte trofea w rozgrywkach Ukrainy (stan na: 31-05-2019) |      |          |

## Trofea inne
- Mistrzostwa Ukraińskiej SRR wśród drużyn amatorskich:
  - 6.miejsce (1x): 1981 (finał)
- Puchar Ukraińskiej SRR wśród drużyn amatorskich:
  - 1/8 finału (1x): 1981
- Mistrzostwo obwodu iwanofrankiwskiego:
  - mistrz (2x): 1981, 1982
  - wicemistrz (1x): 1954
  - 3.miejsce (1x): 1955
- Puchar obwodu iwanofrankiwskiego:
  - zdobywca (1x): 1981

## Struktura klubu

### Stadion
Klub piłkarski rozgrywał swoje mecze domowe na stadionie Łokomotyw w Iwano-Frankiwsku, który może pomieścić 7 820 widzów.

### Sponsorzy
- Stacja kolejowa w Iwano-Frankowsku